# Michelbach, Hạ Áo
Michelbach là một thị xã thuộc huyện Sankt Pölten-Land trong bang Niederösterreich.